# Onthophagus gnu
Onthophagus gnu là một loài bọ cánh cứng trong họ Bọ hung (Scarabaeidae).